# 아이거반트역
아이거반트역(Eigerwand)은 클라이네 샤이덱에서 융프라우요흐까지 이어진 융프라우 철도의 지하 역이다. 이 역은 아이거 북벽 바로 뒤에 위치하고 있으며, 주요 목적은 승객들이 암벽으로 난 일련의 창문을 통해 전망을 관찰할 수 있도록 하는 것이었다. 이를 위해 오르막 열차는 역에서 5분 동안 정차했다.
그러나 2016년 말부터 새롭고 더 빠른 철도 차량이 도입된 후 융프라우반은 더 이상 여기에서 정차하지 않게 되었다. 실제로 2017년 홍보 자료의 대부분은 이 지점에 역이 존재했다는 사실을 알리지도 않는다.

## 개요
이 역은 1903년 6월 28일에 개업했으며, 이전까지 임시 종점으로 사용되던 로트슈톡역에서 융프라우반이 연장되었다. 추가적인 연장 건설 작업을 마무리한 후 1905년 7월 25일에 아이스메어역까지 노선이 연장되었고, 아이거반트는 중간 계류장이 되었다.
행정적으로 이 역은 베른주의 그린델발트에 속한다. 그러나 기차가 아닌 다른 곳으로 이곳을 접근하는 유일한 방법은 산의 깎아 지른듯한 암벽에 있는 통로이다. 이것은 때때로 1936년 아이거 북벽 등반 재해 중에 가장 유명했던 산에 좌초된 등산객을 구출하는데 사용되었다.
또한 등반가들이 북벽의 낮은 접근 방식을 우회하기 위해 일반적으로 사용하는 출구이자 비공식 정류장인 슈톨렌로흐(Stollenloch) 바로 옆에 있다.

## 운행 열차
이 역에는 다음과 같은 여객 열차가 운행된다.
| 운영자        | 노선                                                                    | 편수       |
| ------------- | ----------------------------------------------------------------------- | ---------- |
| 융프라우 철도 | 클라이네 샤이덱 - 아이거글레처 - 아이거반트 - 아이스메어 - 융프라우요흐 | 시간당 2편 |